# Олимпијске игре глувих
Олимпијске игре глувих (раније назване Светске игре глувих и Међународне игре глувих ) су периодична серија вишеспортских догађаја које је одобрио Међународни олимпијски комитет (МОК) на којима се глуви спортисти такмиче на елитном нивоу. За разлику од спортиста на другим догађајима које је одобрио МОК ( Олимпијске игре, Параолимпијске игре и Специјалне олимпијаде), спортисти не могу да буду вођени звуцима (као што су стартни пиштољи, команде мегафона или судијске звиждаљке). Игре је организовао међународни комитет спорта за глуве (Comité International des Sports des Sourds (CISS) од првог догађаја 1924. године.

## Историја
Олимпијске игре глувих се одржавају сваке четири године и после Олимпијаде су најдужи мултиспортски догађај у историји. Прве игре, одржане у Паризу 1924. године, биле су први међународни спортски догађај за спортисте са инвалидитетом. Манифестација се одржава сваке четири године од тада, осим паузе за Други светски рат, а додатни догађај, Зимске игре глувих, додат је 1949. Игре су почеле као мали скуп од 148 спортиста из девет европских нација који су се такмичиле на Међународним играма тихог гласа у Паризу 1924. године; сада су прерасли у глобални покрет.
Званично, игре су се првобитно звале „Међународне игре глувих“ од 1924. до 1965. године, али су се понекад називале и „Међународне игре тихих“. Од 1966. до 1999. звале су се „Светске игре глувих“, а повремено су називане и „Светске игре тихих“. Од 2001. године, игре су познате под својим тренутним називом.
Да би се квалификовали за игре, спортисти морају да имају губитак слуха од најмање 55 децибела у свом „бољем уху“. Слушни апарати, кохлеарни импланти и слично није дозвољено да се користе на такмичењима, да би се сви спортисти поставили на исти ниво. Други примери начина на који се игре разликују од такмичења у слуху су начин на који се оне воде. Да би се решио проблем глухих олимпијаца који не могу да буду вођени звуцима, одређени спортови користе алтернативне методе за почетак игре. На пример, фудбалске судије машу заставом уместо да звижде; на стази, трке почињу коришћењем светла, уместо стартног пиштоља. Такође је уобичајено да гледаоци не навијају и не пљешћу, већ да машу – најчешће обема рукама.
Након руске инвазије на Украјину 2022. године, Међународни комитет спорта глувих (ICSD) забранио је спортистима из Русије и Белорусије да учествују на Олимпијским играма глувих те године у Кашијас до Сулу у Бразилу.